# Ceratomia igualana
Ceratomia igualana är en fjärilsart som beskrevs av William Schaus 1932. Ceratomia igualana ingår i släktet Ceratomia och familjen svärmare. Inga underarter finns listade i Catalogue of Life.